# 鵜崎清貴
鵜崎 清貴（うざき きよたか）は、日本の経営学者。中村学園大学流通科学部特命教授。大分大学名誉教授、元大分大学経済学部教授。

## 略歴
- 1983年 - 長崎県立国際経済大学経済学部経済学科卒業
- 1985年 - 北九州大学大学院経営学研究科修士課程修了
- 1987年 - 山口大学大学院経済学研究科修士課程修了
- 1991年 - 九州大学大学院経済学研究科経済工学専攻博士課程中途退学
- 1991年 - 大分大学経済学部　講師
- 1994年 - 大分大学経済学部　助教授
- 1999年 - イギリスレディング大学客員研究員
- 2003年 - アメリカハーバードビジネススクール客員研究員
- 2007年 - 大分大学経済学部　教授
- 2008年 - 博士( 経営学 )　明治大学
- 2009年 - アメリカハーバード大学ライシャワー日本研究所客員研究員
- 2018年-2023年             株式会社オーシ　　　　　　非常勤監査役
- 2018年-2023年             株式会社オーシシステム　　非常勤監査役
- 2018年-2023年             株式会社OCAD　　　　　　 非常勤監査役
- 2022年04月-2023年03月　客員教授　放送大学　大分学習センター
- 2023年 - 大分大学 名誉教授
- 2023年 - 中村学園大学流通科学部  特命教授

## 著書
- 『現在企業と社会』（千倉書房、1995）
- 『財務管理論 』（共著、創成社、1995）
- 『ベンチャービジネスのファイナンス研究』（中央経済社、2006）
- 『企業財務制度の構造と変容』（共著、九州大学出版会、2006）
- 『成長戦略のための新ビジネス・ファイナンス』（共著、中央経済社、2007）
- 『スモールビジネスの財務』（共著、中央経済社、2009）
- 『イギリス多国籍銀行史　1830〜2000年』（共著翻訳、日本経済評論社、2007）

## 所属学会
- 日本経営学会
- 日本経営財務研究学会
- 九州経済学会
- 西日本理論経済学会
- 日本ベンチャー学会
- 日本証券経済学会
- アメリカファイナンス学会

## スポーツ活動
- アジアダンススポーツ連盟（ADSF）元理事（財務担当）
- 日本アマチュア競技ダンス連盟（LACD）元副会長
- 日本ワールドゲームズ協会（JWGA）国際委員会委員
- 日本ダンススポーツ連盟（JDSF）理事 兼 国際本部本部長
- 世界ダンススポーツ連盟（WDSF）財務委員